# 諾斯萊克斯 (北卡羅萊納州)
諾斯萊克斯（英語：Northlakes）是位於美國北卡羅萊納州考德威爾縣的普查規定居民點。

## 人口
根據2020年美國人口普查的數據，諾斯萊克斯的面積為4.94平方千米，當中陸地面積為3.86平方千米，而水域面積為1.08平方千米。當地共有人口1543人，而人口密度為每平方千米312.35人。